# Vetenskapstro
Vetenskapstro är en term som förekommer i debatten om tro kontra vetande. Termen används främst polemiskt av vissa troende, men det förekommer även att ateistiska talespersoner använder den för att beskriva sin livsåskådning som en tro. Uttrycket innebär kritik av vissa naiva ateisters brist på reflektion över vetenskapens räckvidd (demarkationsproblemet), kritik av det moderna samhällets höga tilltro till vetenskapens möjligheter att besvara livsåskådningsfrågor och dess brist på skepticism mot tillfälliga naturalistiska teorier.[källa behövs] I förlängningen kan synsättet innebära att vetenskapligt grundade teorier ses som en trosfråga lika väl som religion är det, och inte bör tillmätas större värde än religiösa dogmer i livsåskådningsfrågor.[källa behövs]

## Exempel på användning
Ateisten Ingemar Hedenius bok Tro och vetande sägs av docenten och universitetsdirektören Johan Lundborg vara genomsyrad av "naiv vetenskapstro".

### Fotnoter
1. ↑  Johan Lundborg (22 augusti 2008). ”I dag tror vi oss veta bättre”. Svenska Dagbladet. http://www.svd.se/kulturnoje/understrecket/artikel_1599019.svd. Läst 2 augusti 2009.